# Vining (Minnesota)
Vining es una ciudad ubicada en el condado de Otter Tail en el estado estadounidense de Minnesota. En el Censo de 2010 tenía una población de 78 habitantes y una densidad poblacional de 22,9 personas por km².

## Geografía
Vining se encuentra ubicada en las coordenadas 46°15′25″N 95°31′54″O / 46.25694, -95.53167. Según la Oficina del Censo de los Estados Unidos, Vining tiene una superficie total de 3.41 km², de la cual 3.3 km² corresponden a tierra firme y (2.97%) 0.1 km² es agua.

## Demografía
Según el censo de 2010, había 78 personas residiendo en Vining. La densidad de población era de 22,9 hab./km². De los 78 habitantes, Vining estaba compuesto por el 91.03% blancos, el 0% eran afroamericanos, el 0% eran amerindios, el 0% eran asiáticos, el 0% eran isleños del Pacífico, el 0% eran de otras razas y el 8.97% pertenecían a dos o más razas. Del total de la población el 1.28% eran hispanos o latinos de cualquier raza.

### Evolución demográfica
| 1900 | 1910 | 1920 | 1930 | 1940 | 1950 | 1960 | 1970 | 1980 | 1990 | 2000 | 2010 | est. 2015 |
| ---- | ---- | ---- | ---- | ---- | ---- | ---- | ---- | ---- | ---- | ---- | ---- | --------- |
| 249  | 212  | 241  | 222  | 176  | 180  | 136  | 121  | 87   | 84   | 68   | 78   | 78        |

## Localidades adyacentes
El diagrama siguiente presenta las localidades en un  radio de 20 km alrededor de Vining.